# Set Adrift on Memory Bliss
A Set Adrift on Memory Bliss című dal az amerikai hiphop együttes P.M. Dawn második kimásolt kislemeze, debütáló Of the Heart, of the Soul and of the Cross: The Utopian Experience című stúdióalbumáról. A dal a Spandau Ballet "True" című dalának, valamint a Soul Searchers "Ashley's Roachclip" és Paul Simon "Take Me to the Mardi Gras" című dalainak Bob James verziójának mintájára épült. A dal többi részét pedig a P.M. Dawn énekese, Attrell "Prince Be" Cordes készítette. A dalt Gary Kemp és az eredeti változat írói írták.
A dal P.M. Dawn egyetlen első helyezést elért dala az amerikai Billboard Hot 100-on, és az első dal a Nielsen SoundScan rendszer debütálása után, amely a korábbinál jobban figyelemmel kísérte az eladásokat, amikor a Billboardnak a manuális értékesítési jelentésekre és lejátszási adatokra kellett támaszkodnia. A SoundScan rendszer szerint a "Set Adrift on Memory Bliss2 legalább három hétig volt első helyezett, de hivatalosan csak egy hétig volt első helyezett. Világszerte Új-Zélandon az első, az Egyesült Királyságban a harmadik, Ausztráliában pedig a 7. helyezést érte el. A dalhoz tartozó klipet Mark Pellington rendezte. A dal a VH "100 legnagyobb hip-hop dalainak listáján" a 81. helyre került. A Blender 2005-ben a "Greatest Songs Since You Were Born" listán a 94. helyre sorolta.

## Összetétel
Attrell "Prince Be" Cordes egy 1991-es Melody Maker-interjúban ezt mondta a dal koncepciójáról: "Kedvelnem kell egy dalt ahhoz, hogy elkezdjek vele foglalkozni, mert tudtam, hogy sikeres lesz. Legyen benne a Spandau Ballett zenei alap, és még néhány dolog, kicsit felöltöztetve. Ez volt minden, amihez szükség volt, hogy sikerre vigyem a dalt".

## Kritikák
Egy retrospektív áttekintésben Justin Chadwick az Albumism munkatársa "feledhetetlennek" és egy "tökéletes tiszta pop dalnak" nevezte a szerzeményt. Majd hozzátette: "Függetlenül attól, hogy végül az ember hova jut a P.M. Dawn-ról alkotott általános veleménye tekintetében, ha valaki olyan mint én, akkor teljesen magával ragad a dal, és a "Set Adrift on Memory Bliss" ragyog". Steve Huey az AllMusic munkatársa "csillogó balladának" nevezte a dalt. Az AllMusic másik szerkesztője, Hal Horowitz azt mondta, hogy "Ez a dal egy elképesztően kiforrott debütáló dallam". A megjelenések J.D. Considine a Baltimore Sun-tól úgy érezte, hogy teljesen új groove-okat hoztak létre, amely félig emlékezetes a hangmintákból, mint a Spandau Ballet "True" című dalából, vagy a "Memory" című dalból, mely a "Setlissdrift" meglepetése. Dave Sholin a Gavin Reporttól azt írta: "A hipnotikus rap a New Jersey-i testvérektől, Prince Be-től és DJ Minutemixtől [...] nem csak egy-két emléket hoz vissza, hanem új produkciós elemeket és kórust is tartalmaz, amely egy kellemes hosszú masszázst eredményez, amely pihentető, és megnyugtató tulajdonságokkal rendelkezik. Hatalmas sláger, amely a tengerentúlon is nagy slágerré vált. Everett True a Melody Makertől azt mondta: "Inkább tetszik - a new age hippychick és az öregkori romantika ötvözése meglehetősen kellemes laza groove-ot és szuper ütemeket tartalmaz".
Alan Jones (Music Week) a hét kislemezének nevezte a dalt, és így kommentálta: "A zseniális hangzásvilág néhány szép énekkel kezdődik, amit Dennis Edwards "Don't Look Any Further" dobszáma követ, mielőtt a Spandau Ballet "True" alapjai felcsendülnek. Ez egy derűs nyári dal".  Johnny Dee a Smash Hits-től a két hét kislemezének nevezte, és a "legálmosabb, legnyugodtabb lemeznek nevezte, amit valaha kiadtak". Hozzátette: "Teljes rejtés, hogy mit jelentenek az olyan szövetek mint a ""rubber bands expand in a frustrating sigh". Természetesen az album, a valaha készült egyik legnyáribb lemez. Jonathan Bernstein a Spin-től azt írta: "A slágerszám, a lejátszási szám, a végső Huh? előídéző, a "Set Adrift on Memory Bliss" a bágyadtság klasszikusa.

## Hatása és örökség
A "Set Adrift on Memory Bliss" 1991 decemberében az NME "Az év kislemezei" listáján a 19. helyre került. 1993-ban elnyerte a BMI Pop Awards egyik díját, ezzel díjazva a dalszerzőket, zeneszerzőket, és kiadókat. A VH1 zenecsatorna a 81. helyre sorolta a "100 Greatest Songs of Hip Hop" listáján. 2005-ben a Blender a 94. helyre sorolta a "Greatest Songs Since You Were Born" listáján. 2020-ban a Cleveland weboldal a 27. helyre sorolta a dlt, a 90-es évek legjobb Billboard Hot 100-as lista 1. helyezettjeinek listájáján, és a legvalószínűtlenebb első számú slágernek nevezte, és a legösszetettebbnek. Hozzátették továbbá: Ez a négy perces hip hop dal a boldogságot jelenti".
2005-ben Prince Be agyvérzést kapott, így unokatestvére, Gregory Lewis Carr II, Doc G néven átvette a P.M. Dawn védjegy és zenei jogokat. 2013-ban a dalt Doc G újra felvette Prince Be és DJ Minutemix nélkül. A következő évtizedben ez volt az egyetlen elérhető verzió a streaming szolgáltatásokon. Az újrafelvételt a Rolling Stone borzalmasnak, hidegnek, szívtelennek, és szőrnyűnek nevezte.
2024 márciusában a "Set Adrift on Memory Bliss" eredeti felvétele végre elérhetővé vált az összes streaming szolgáltatásban.

## Videoklip
A dalhoz tartozó videoklipet 1991 augusztusában mutatták be, melyeet Mark Pellington amerikai filmrendező rendezte. A videó vége felé feltűnik a Spandau Ballet énekese, Tony Hadley is.

## Számlista
| - US 12-inch és maxi-CD single 1. "Set Adrift on Memory Bliss" (extended mix) – 6:04 2. "Set Adrift on Memory Bliss" (radio mix) – 3:57 3. "A Watcher's Point of View (Don't 'Cha Think)" (Youth extended mix) – 6:05 4. "A Watcher's Point of View (Don't 'Cha Think)" (Youth radio mix) – 3:58 - US és Kanadai kazetta single 1. "Set Adrift on Memory Bliss" (radio mix) – 3:57 2. "A Watcher's Point of View (Don't 'Cha Think)" (Youth radio mix) – 3:58 - UK 7-inch és kazetta single - Ausztrál CD és kazetta single - Japán mini-CD single 1. "Set Adrift on Memory Bliss" (radio mix) 2. "For the Love of Peace" | - UK 12-inch single A1. "Set Adrift on Memory Bliss" (extended mix) A2. "Set Adrift on Memory Bliss" (radio mix) B1. "Set Adrift on Memory Bliss" (LP version) B2. "For the Love of Peace" - UK és Japán maxi-CD single 1. "Set Adrift on Memory Bliss" (radio mix) 2. "Set Adrift on Memory Bliss" (extended mix) 3. "Set Adrift on Memory Bliss" (LP version) 4. "For the Love of Peace" |

## Slágerlista
| Slágerlista (1991–1992)               | Legjobb helyezések |
| ------------------------------------- | ------------------ |
| Ausztrália (ARIA)                     | 7                  |
| Ausztria (Ö3 Austria Top 40)          | 9                  |
| Belgium (Ultratop 50 Flanders)        | 14                 |
| Kanada Top Singles (RPM)              | 9                  |
| Denmark (IFPI)                        | 8                  |
| Europe (Eurochart Hot 100)            | 5                  |
| Europe (European Dance Radio)         | 1                  |
| Franciaország (Single Top 100)        | 17                 |
| Németország (Media Control Charts)    | 3                  |
| Greece (IFPI)                         | 2                  |
| Írország (IRMA)                       | 5                  |
| Italy (Musica e dischi)               | 10                 |
| Hollandia (Top 40)                    | 6                  |
| Hollandia (Single Top 100)            | 4                  |
| Új-Zéland (Recorded Music NZ)         | 1                  |
| Svédország (Sverigetopplistan)        | 7                  |
| Svájc (Schweizer Hitparade)           | 4                  |
| Egyesült Királyság (UK Singles Chart) | 3                  |
| UK Dance (Music Week)                 | 1                  |
| US Billboard Hot 100                  | 1                  |
| US 12-inch Singles Sales (Billboard)  | 1                  |
| US Dance Club Play (Billboard)        | 6                  |
| US Hot R&B Singles (Billboard)        | 16                 |

| Slágerlista (1991)           | Helyezések |
| ---------------------------- | ---------- |
| Australia (ARIA)             | 63         |
| Canada Dance/Urban (RPM)     | 16         |
| Europe (Eurochart Hot 100)   | 56         |
| Europe (European Hit Radio)  | 42         |
| Germany (Media Control)      | 64         |
| Netherlands (Dutch Top 40)   | 68         |
| Netherlands (Single Top 100) | 64         |
| New Zealand (RIANZ)          | 30         |
| Sweden (Topplistan)          | 53         |
| UK Singles (OCC)             | 35         |

| Chart (1992)                      | Position |
| --------------------------------- | -------- |
| US Billboard Hot 100              | 44       |
| US Maxi-Singles Sales (Billboard) | 23       |

## Minősítések
| Régió                                                       | Minősítés | Eladott példányszám |
| ----------------------------------------------------------- | --------- | ------------------- |
| Ausztrália (ARIA)                                           | arany     | 35 000^             |
| Egyesült Államok (RIAA)                                     | arany     | 500 000^            |
| ^ Kiszállítási példányszámok kizárólag a minősítés alapján. |           |                     |

## Megjelenések
| Ország             | Dátum              | Formátum(ok)                           | Label(s)                   | Ref(s).       |
| ------------------ | ------------------ | -------------------------------------- | -------------------------- | ------------- |
| Egyesült Királyság | 1991. augusztus 5. | 7-inch vinyl 12-inch vinyl CD cassette | Gee Street Island          | [ 52 ]        |
| Egyesült Államok   | 1991. október 13.  | 12-inch vinyl CD cassette              | Gee Street Island          | [ 51 ]        |
| Japán              | 1991. november 21. | Maxi-CD mini-CD                        | Gee Street Island Polystar | [ 53 ] [ 54 ] |